# ريتشارد ليندنر
ريتشارد ليندنر (بالألمانية: Richard Lindner)‏ هو رسام توضيحي ورسام ألماني، ولد في 11 نوفمبر 1901 في هامبورغ في ألمانيا، وتوفي في 16 أبريل 1978 في نيويورك في الولايات المتحدة.

## وصلات خارجية
- ريتشارد ليندنر على موقع IMDb (الإنجليزية)
- ريتشارد ليندنر على موقع مونزينجر (الألمانية)